# Норвегія на зимових Паралімпійських іграх 1994
Норвегія на зимових Паралімпійських іграх 1994 року, що проходили у норвезькому місті Ліллегаммер, була представлена 43 спортсменами, які змагалися у 4 видах спорту (4 спортсмени у гірськолижному спорті, 14 — у пара-хокеї, 8 у ковзанярському спорті і 18 — у лижних перегонах та біатлоні).
Норвезькі паралімпійці завоювали 64 медалі, з них 29 золотих,22 срібні та 13 бронзових. Паралімпійська збірна Норвегії посіла перше загальнокомандне місце.

## Медалісти
| Медаль | Призери                                               | Вид спорту          | Дисципліна                                      |
| ------ | ----------------------------------------------------- | ------------------- | ----------------------------------------------- |
| Золото | Аге Йонсберг                                          | Біатлон             | 7,5 км LW4 (чоловіки)                           |
| Золото | Вігго Нордсет                                         | Біатлон             | 7,5 км LW2/3/9 (чоловіки)                       |
| Золото | Катон Зал Педерсен                                    | Гірськолижний спорт | гігантський слалом LW5/7 (чоловіки)             |
| Золото | Катон Зал Педерсен                                    | Гірськолижний спорт | супергігант LW5/7 (чоловіки)                    |
| Золото | Ларс Андресен                                         | Ковзанярський спорт | 100 м (чоловіки)                                |
| Золото | Ларс Андресен                                         | Ковзанярський спорт | 500 м (чоловіки)                                |
| Золото | Атле Гаглунд                                          | Ковзанярський спорт | 1000 м (чоловіки)                               |
| Золото | Атле Гаглунд                                          | Ковзанярський спорт | 1500 м (чоловіки)                               |
| Золото | Бріт Мйосунд Оєн                                      | Ковзанярський спорт | 100 м (жінки)                                   |
| Золото | Бріт Мйосунд Оєн                                      | Ковзанярський спорт | 500 м (жінки)                                   |
| Золото | Рагнгільд Мюклебуст                                   | Ковзанярський спорт | 700 м (жінки)                                   |
| Золото | Кірсті Гуїн                                           | Ковзанярський спорт | 1000 м (жінки)                                  |
| Золото | Аге Йонсберг                                          | Лижні перегони      | 5 км, класичний стиль, LW4 (чоловіки)           |
| Золото | Вігго Нордсет                                         | Лижні перегони      | 5 км, класичний стиль, LW2 /3/9 (чоловіки)      |
| Золото | Тер'є Левос                                           | Лижні перегони      | 5 км, класичний стиль, B1 (чоловіки)            |
| Золото | Аге Йонсберг                                          | Лижні перегони      | 10 км, вільний стиль, LW4 (чоловіки)            |
| Золото | Тер'є Левос                                           | Лижні перегони      | 10 км, вільний стиль, B1 (чоловіки)             |
| Золото | Аге Йонсберг                                          | Лижні перегони      | 20 км, класичний стиль, LW4 (чоловіки)          |
| Золото | Вігго Нордсет                                         | Лижні перегони      | 20 км, класичний стиль, LW2 /3/9 (чоловіки)     |
| Золото | Кнут Лундстрем                                        | Лижні перегони      | 20 км, LW2/3/9 (чоловіки)                       |
| Золото | Тер'є Левос                                           | Лижні перегони      | 20 км, вільний стиль, B1 (чоловіки)             |
| Золото | Свейн Ліллеберг Оге Єнсберг Тер'є Левос Вігго Нордсет | Лижні перегони      | естафета 4х5 км стоячи/з вадами зору (чоловіки) |
| Золото | Йон-Олав Йогансен Тер'є Йогансен Кнут Лундстрем       | Лижні перегони      | естафета 3х2,5 км сидячи (чоловіки)             |
| Золото | Рагнгільд Мюклебуст                                   | Лижні перегони      | 2,5 км, сидячи (жінки)                          |
| Золото | Рагнгільд Мюклебуст                                   | Лижні перегони      | 5 км, сидячи (жінки)                            |
| Золото | Тоне Граввольд                                        | Лижні перегони      | 5 км, з вадами зору (жінки)                     |
| Золото | Анне Гелене Барлунд                                   | Лижні перегони      | 10 км, класичний стиль, LW6 / 8/9 (жінки)       |
| Золото | Рагнгільд Мюклебуст                                   | Лижні перегони      | 10 км, сидячи (жінки)                           |
| Золото | Анне Гелене Барлунд Рагнгільд Мюклебуст Сів Вістенген | Лижні перегони      | відкрита естафета 3х2,5 км                      |
| Срібло | Катон Зал Педерсен                                    | Гірськолижний спорт | швидкісний спуск LW5/7 (чоловіки)               |
| Срібло | Ренате Гйортланд                                      | Гірськолижний спорт | гігантський слалом LW3/4 (жінки)                |
| Срібло | Ренате Гйортланд                                      | Гірськолижний спорт | швидкісний спуск LW3/4 (жінки)                  |
| Срібло | Кнут Лундстрем                                        | Ковзанярський спорт | 100 м (чоловіки)                                |
| Срібло | Атле Гаглунд                                          | Ковзанярський спорт | 500 м (чоловіки)                                |
| Срібло | Кнут Лундстрем                                        | Ковзанярський спорт | 1000 м (чоловіки)                               |
| Срібло | Кнут Лундстрем                                        | Ковзанярський спорт | 1500 м (чоловіки)                               |
| Срібло | Рагнгільд Мюклебуст                                   | Ковзанярський спорт | 100 м (жінки)                                   |
| Срібло | Рагнгільд Мюклебуст                                   | Ковзанярський спорт | 500 м (жінки)                                   |
| Срібло | Кірсті Гуїн                                           | Ковзанярський спорт | 700 м (жінки)                                   |
| Срібло | Бріт Мйосунд Оєн                                      | Ковзанярський спорт | 1000 м (жінки)                                  |
| Срібло | Свейн Ліллеберг                                       | Лижні перегони      | 5 км, класичний стиль, LW4 (чоловіки)           |
| Срібло | Магне Лунде                                           | Лижні перегони      | 5 км, класичний стиль, B1 (чоловіки)            |
| Срібло | Свейн Ліллеберг                                       | Лижні перегони      | 10 км, вільний стиль, LW2/3/9 (чоловіки)        |
| Срібло | Кнут Лундстрем                                        | Лижні перегони      | 10 км, сидячи, LW2/3/9 (чоловіки)               |
| Срібло | Свейн Ліллеберг                                       | Лижні перегони      | 20 км, класичний стиль, LW2/3/9 (чоловіки)      |
| Срібло | Сів Вестенген                                         | Лижні перегони      | 5 км, класичний стиль, LW6/8/9 (жінки)          |
| Срібло | Кірсті Гуєн                                           | Лижні перегони      | 2,5 км, сидячи (жінки)                          |
| Срібло | Анне Гелене Барлунд                                   | Лижні перегони      | 5 км, вільний стиль, LW6 / 8/9 (жінки)          |
| Срібло | Кірсті Гуєн                                           | Лижні перегони      | 5 км, сидячи (жінки)                            |
| Бронза | Свейн Ліллеберг                                       | Біатлон             | 7,5 км LW2/3/9 (чоловіки)                       |
| Бронза | Мортен Толлефсен                                      | Біатлон             | 7,5 км B1 (чоловіки)                            |
| Бронза | Рагнгільд Мюклебуст                                   | Біатлон             | 7,5 км LW2-9 (жінки)                            |
| Бронза | Кнут Лундстрем                                        | Ковзанярський спорт | 500 м (чоловіки)                                |
| Бронза | Ларс Андресен                                         | Ковзанярський спорт | 1000 м (чоловіки)                               |
| Бронза | Ларс Андресен                                         | Ковзанярський спорт | 1500 м (чоловіки)                               |
| Бронза | Еві Гундерсен                                         | Ковзанярський спорт | 100 м (жінки)                                   |
| Бронза | Кірсті Гуєн                                           | Ковзанярський спорт | 500 м (жінки)                                   |
| Бронза | Бріт Мйосунд Оєн                                      | Ковзанярський спорт | 700 м (жінки)                                   |
| Бронза | Рагнгільд Мюклебуст                                   | Ковзанярський спорт | 1000 м (жінки)                                  |
| Бронза | Магне Лунде                                           | Лижні перегони      | 20 км, вільний стиль, B1 (чоловіки)             |
| Бронза | Кірсті Гуєн                                           | Лижні перегони      | 10 км, сидячи (жінки)                           |
| Бронза | Тоне Граввольд                                        | Лижні перегони      | 10 км, з вадами зору (жінки)                    |